# UNO
Uno（/ˈuːnoʊ/；也写作UNO，義大利文及西班牙文涵義為「一」），中国大陆译为优诺牌，是一種紙牌遊戲，由梅爾·羅賓斯在1971年發明，現時由遊戲公司美泰兒生產，由美泰公司自1992年正式发售。当只剩兩张牌时，在打出倒数第二张牌时必須喊出“Uno”，遊戲因而得名。Uno卡牌大小為56×89毫米（即2.2×3.5英吋）。

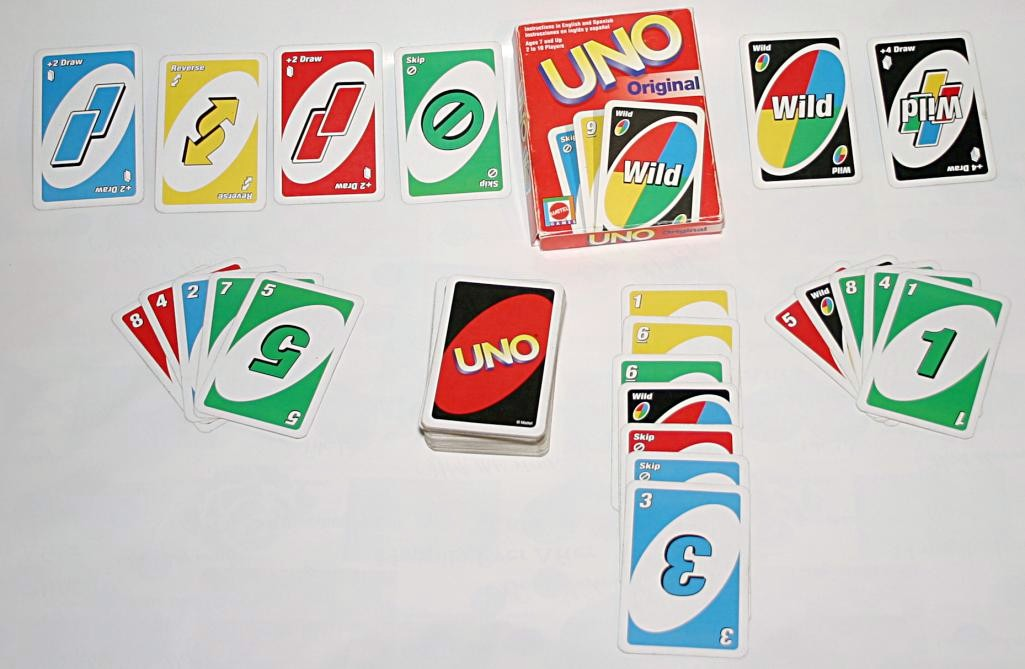
UNO紙牌

UNO曾出過一些版本，如“DOM”、“Wild4UNO”、“UNO Flip”及“DOS”，其中以“DOS”版本的玩法改變最大。

## 遊戲玩法

标准全套UNO牌的样式

每副遊戲牌共有108張卡牌（新版112張卡牌，比舊版多4張黑色特别牌），遊戲牌分四種顏色：紅色、綠色、藍色及黃色，每種顏色各有25張牌（合共100張），其中19張為數字牌（0牌有一張，1-9有兩張），其餘6張（24張）為功能牌："skip"（禁）、"draw two"（罰牌2張）及"reverse"（反轉出牌方向），每種各2張。另有黑色特別牌8張："wild"（調色）及"wild draw four"（調色及罰牌4張），每種各4張。
遊戲開始前，玩者各抽一張牌，數字最大的為莊家。莊家向每人輪流派牌7張(有些人玩5張），然後從牌疊中取出首張牌，卡面向上；若是"wild draw four"須收回領牌處的底部並再取第二張。
莊家左邊玩家（若是"reverse"則為莊家自己）根據此牌發牌，並依順時針方向（若是"reverse"則為逆時針方向，但原先的上家出同樣的牌則回復為順時針方向）換下位玩家發牌，遊戲正式開始。
玩者發出的牌，須與上個玩家發出的牌之顏色或數字相同，但黑色特別牌則無此限制，可任意發出。玩家若無牌可發或不想发出，就須從牌疊上取一張牌，若這張牌不可以出，则换下家继续出牌；若這張可以出，他可以選擇出或不出這張牌，但如果選擇出牌的話，玩者只能將剛從牌疊上取到的一張牌打出。
當玩家打出Draw Two時下家必須抽兩張牌並跳牌，Wild Draw Four也一樣。（但有些版本為如玩家打出Draw Two而下家也有Draw Two，下家可照出，而再下一位玩家則需要抽四張牌並跳牌（但有可繼續出），但Wild Draw Four維持不變）
當玩者手上只剩下兩張牌時，打出倒数第二张牌时必須喊出UNO。若玩者沒有喊出UNO且被其他玩家揭發，需要抽兩張牌。
最快發完手上紙牌者勝出該局，其他玩家則按卡牌計分。最後的牌不可以使用功能牌（詳見計分部分）

### 兩人對玩的規則
A玩家打出Skip牌，B玩家暫停一次，A玩家可以接著打出下一張牌。
A玩家打出Reverse牌時，該牌的功能相當於Skip牌（倒轉方向後就是自己），也就是該A玩家可以繼續打出下一張牌。（可打出全部Skip牌及Reverse牌後才輪到B玩家，但這種情況有輕微對對方不公平，所以較少人會只有兩名玩家對打）
A玩家打出Draw two或Wild Draw four牌時，B玩家便要依規則抽取2張或4張牌，然後出牌權輪回原來的A玩家。（A玩家出Wild Draw four後B玩家可挑戰A玩家，如挑戰成功（即A玩家仍有同樣的牌可出）則A玩家需摸回6張牌，出牌權輪回B玩家），每次只能出一張牌

### 功能牌及數字牌（有顏色之牌）、特別牌（黑牌）
| 卡名           | 中文俗稱                                         | 英文俗稱                         | 功能 | 限制                 |
| -------------- | ------------------------------------------------ | -------------------------------- | --- | -------------------- |
| Skip           | 禁止、暫停、跳過、阻擋牌                         | Stop、Cancel                     | 下位玩者停止出牌一次，該次直接跳到第三家出牌。（假設你是第一位玩家） |                      |
| Reverse        | 反轉、反彈、迴轉、轉換                           | Change Rise                      | 反轉出牌方向（從順時針轉為逆時針或逆時針轉為順時針），即你原先的上家會變成了你的下家。（新的下家再出同樣的牌則回復為你的上家） |                      |
| Draw two       | 加兩張、暫停罰兩張                               | Stop and Add Two                 | 下位玩者停止出牌一次（一半與Skip功能完全相同），並罰抽2張牌。 | 另見下面累積Draw玩法 |
| Wild           | 萬用牌、轉色牌                                   | Colour Changing                  | 發牌者說出四色中其中一種，下位玩者必須跟隨。（除非出黑色特別牌，這張可以連續兩位玩家出（如有）） |                      |
| Wild draw four | 加四張、轉色暫停罰四張、王牌、挑戰牌、友情終結者 | Change Colour and Add Four、King | 發牌者說出四色中其中一種，同時下位玩者停止出牌一次，並罰抽4張牌。 只能在手上沒有符合的顏色牌時才能發出，否則被發現則罰4張。（詳情於下一句） 如上家打出該牌時，下家可以提出挑戰（即檢查上家的手牌還有沒有符合顔色的牌可出）。如挑戰成功，上家需罰抽4張牌，且下家不需停止出牌及罰抽牌（有牌即出，沒有牌即摸一張），但失敗則下家倒罰抽6張牌並停止出牌一次。（6張牌為原本需要抽的4张牌再加2張牌作為懲罰，4+2=6張牌） | 另見下面累積Draw玩法 |

### 計分

#### 基本方法
- 計分方法一：有人獲勝後，其他人手中剩餘的牌所代表的分數，全部加起來作為贏家的分數。最先達到特定分數（正式規則為500分）者獲得最終勝利。
- 計分方法二：有人獲勝後，其他人就把個人手中的牌所代表的分數加起來，作為自己個人的負分，最先達到特定分數（正式規則為500分）則遊戲停止，最低分者獲得最終勝利。
- 计分方法三：有人獲勝後，其他人手中剩餘的牌所代表的分數从自己的分数中减去，然后其他所有人手中剩餘的牌所代表的分數全部加起來作為贏家的分數，经过一定局数后最高分者獲得最終勝利。

- 數字牌（0-9）的分數為面值（0號卡牌不用計分），功能牌（"skip"、"draw two"及"reverse"）計20分，黑色特別牌（"wild"及"wild draw four"）計50分。

- 上文的 最后的牌不可以使用功能牌 的 功能牌 一般指 黑牌。

#### 注意事项
- 如果沒有人達到特定分數，則取至最高分的一位玩家。
- 若玩者出錯牌須罰抽牌1張（可提高警覺性而改罰2張）。
- 若玩者亂喊"uno"必須罰抽2張（第一次可只作口頭警告；這種情況較少見，玩家一般都是只剩一張牌時忘記說"uno"）。
- 若玩者在有其符合的顏色牌可出（黑色牌不算）的情況下出"wild draw four"牌，而被下位玩家挑戰並檢查紙牌確認，則須罰牌4張；但若挑戰失敗，挑戰者不但要罰抽牌4張，還要罰多2張牌作懲罰（合共6張）。

## 其他/特別玩法
- 跳插 (Jump-in)（或稱「Cut牌」）：若玩者手中有牌與桌上的牌符號相同（同字），則喊「cut」後可不依順序搶先出該牌，使被跳過的玩者喪失一次出牌機會，並且繼續按cut牌的玩家順序遊戲。這可加快遊戲進度和刺激感。
- 同字牌：若手中有兩隻或以上的相同字牌（包括Draw two，Skip，wild，wild draw four及Reverse），可全數出牌，唯最開頭的牌的顏色須與桌上的一樣。（此玩法並不能用於cut牌上）Skip的張數則決定跳過多少個人，Reverse 的張數則決定是否有效果，張數若為奇數則一次效果，張數為偶數則沒有效果，Draw 2 及wild draw 4 的張數則決定罰幾張牌。
- 7-0：当一個玩家打出数字7的時候，这名玩家将手中所有的牌与这名玩家选择的另外一名玩家手中所有的牌交换；当一個玩家打出数字0的時候 ，所有玩家将自己手中所有的牌交给自己的下家。
- 抓到为止 (Draw to match)：玩家若無牌可發，就須從牌疊上取一張牌，若這張牌不可以出，則要一直摸，直到摸到有相同顏色或數字的牌並將其打出；若這張可以出，他可以選擇出或不出這張牌。如果玩者刻意不想出牌，就可從牌疊上取一張牌，但如果選擇出牌的話，玩者只能將剛從牌疊上取到的一張牌打出。
- 累積 Draw (stack draw)：當一個玩家打出Draw two或Wild draw four的時候，下一玩家可繼續出Draw two或Wild draw four、指定顏色的Draw two，如此類推；有些版本或會限定衹可以用跟上家一樣Draw數的牌來累積（即上家出+2時自己只能用+2，不能用+4，反之亦然）。最後沒有此等牌的玩家須抽去全部的罰卡累加總和的張數。
- 瘋狂 Reverse 或 skip (reverse/skip madness)：當玩家遇到Draw two、Wild Draw four罰則時，可以靠skip或reverse「保護」自己。例如被上家wild draw four，你可以打出reverse輪到上家（出牌者自己）受罰；或打出skip跳過自己輪到下家受罰。當然，玩家可以繼續skip或reverse掉這個罰則，唯其顏色須與桌上的卡顏色或功能相同；面對Wild draw four則可選用任何顏色的功能牌。在未罰牌前，Wild draw four的顏色定為「無色」或由該玩家決定。此玩法可用於累積draw，唯出牌的顏色不須與桌上的相同。如上家打出藍色skip，你可以出其他skip、藍色reverse、藍色draw two或wild draw four，跟普通UNO出牌規則相同。
- 罰牌：未輪到該名玩家時，玩家中途出牌或阻擋其他玩家出牌，須即時摸2張牌作為懲罰。另外如果被上家Skip該名玩家時玩家仍繼續出牌，需補回1張及懲罰4張牌（合共4+1=5張）。遊戲開始前，其中一名玩家發現漏牌或多出牌，玩家可先摸牌（漏牌時）或退牌（把牌放回領牌處的意思；多出牌時），但莊家需於遊戲開始前摸2張牌（即手牌增加至9張），如果桌上首張牌是reverse，則跳過莊家並直接由莊家右邊的玩家起步（即draw two的效果）。

## 其他類型遊戲

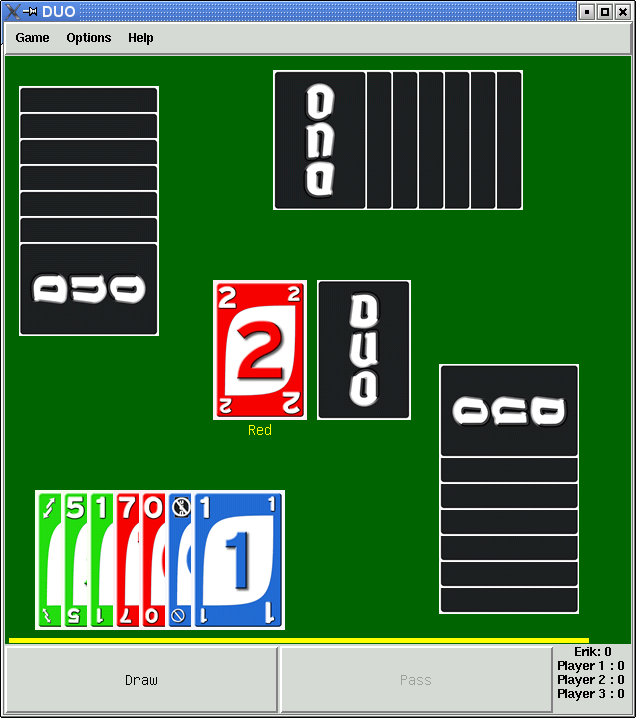
DUO为UNO的電腦版遊戲，图片展示的是Linux版本的DUO在游戏开始前的界面，左下角攤開是主玩家的卡牌，其餘角落的卡牌（蓋著）是其對手的卡牌；正中被攤開的「紅色2」是堆上第一張卡牌，旁邊被蓋著的則用于抽牌；下面有兩個按钮「Draw」（抽牌）及「Pass」（完成並交給下一位玩家）。

### DUO
原版UNO发行时，只有紙牌版而沒有電腦版，其后在2011年，Windows版UNO免費遊戲DUO面世，其使用人数在2012~2013年达到高峰。DUO與UNO的最大区别是DUO不需要在只剩一張時大叫"uno"或"duo"，所以玩家需時刻留意有沒有對手只剩一至兩張牌。
由于自2014年起，蘋果公司的App Store中陆续上架iPad和iPhone版本的UNO網上應用程式，其遊戲方式與UNO紙牌版完全相同，因此目前DUO的使用人数已有所下降。

### Wild4UNO
Wild4UNO在2016年3月11日率先展出，同年3月15日正式面世，是UNO加強版（尚未正式命名為Wild4UNO前的稱呼）遊戲，供7歲或以上人士玩（因避免6歲或以下人士使用一些壞行動如「即時輸」、「除衫」等，故不建議5至6歲人士玩此版本），其玩法基本上與UNO一樣，但增加了4張黑色特別牌（因此卡牌總數增加至112張），并且只剩一張牌時照樣大叫"uno"而不是"wild4uno"。
在增加的4張黑色特別牌中，除了1张交換牌（可與對方交換相同數量的牌）之外，还有3張空白牌；玩家使用空白牌自行決定任何行動，可選擇不與遊戲有關的事物，如「扮動物」、「擺POST」等，但不建議如「即時輸」等的針對對方的行動。

### DOS
DOS於2018年2月15日由UNO率先展出，同年3月4日正式面世，供7歲或以上人士玩（原版UNO是5歲或以上人士玩，但因難度增加而不建議5至6歲人士玩）。DOS的卡牌和玩法与UNO相比均有明显改變，以加快遊戲結束，減少玩家因時間拖延而出现煩躁的现象。
卡牌：共有108張牌，其中每種顏色各24張（1、3、4、5 各三張，6、7、8、9、10各兩張，新增＃牌各兩張），以及新增十二張多顏色2。
玩法：UNO的部分玩法，如傳統數字出牌方式（跟著牌上的顏色或數字出一張牌）及摸牌（沒辦法出或不想出則摸一張）、摸到的牌是可以出便可即時出牌（也可選擇不出）、遊戲開始前的洗牌及發牌（每人發5張）、只剩兩張牌時而其中一張可以出時（出完只剩一張）大叫遊戲名稱一次（不過在DOS中是叫"dos"，而不是叫"uno"）在DOS中維持不變。DOS改變及增加的一些新玩法包括：
1. DOS在發牌後在桌上是打開兩張牌及預留一棄牌堆（分三堆）而非一張牌，放在領牌處旁。
2. 一次過可出兩張牌而兩張牌的數字加起來是原先那一堆上的數字（如堆上是8，可一次過出5和3，因為5+3=8）。
3. 沒辦法出而摸牌後也不能出則可自行棄一張牌，使牌數量回復為摸牌前的手牌數量。

另外DOS还增加一種玩法，就是如果有多於兩位玩家一起玩時其中一位玩家勝出後其他玩家可繼續玩，但跳過已勝出的玩家，繼續分出剩余名次（原版UNO是其中一位玩家勝出後遊戲便結束，其他玩家按照牌上的數量分出名次，可能有兩名或三名玩家共享同一名次）。當然新版DOS也可選擇不改變原有規則，其中一位玩家勝出後即告遊戲結束。

### UNO不同版本
DOS，UNO PARTY!，UNO REMIX!，UNO FLIP!，UNO ALL WILD!，UNO SHOW'EM NO MERCY，UNO FLEX!，UNO TEAM!。